# HTC Prophet
HTC Prophet — программно-аппаратная платформа для коммуникаторов под управлением Windows Mobile 5.0. Производитель — HTC. В Великобритании оператором Orange UK в апреле 2006 года было выпущено устройство под маркой Orange SPV M600. Кроме того, на этой платформе выпускались устройства под марками Qtek S200, i-mate JAMin и Dopod 818 pro (на азиатском рынке).

## Описание
- Процессор — Texas Instruments OMAP850 200 МГц[1].
- Память — 128 Мб энергонезависимой, 64 Мб оперативной (RAM), полноразмерный SD-слот расширения без поддержки SDHC.
- Дисплей с разрешением QVGA с отображением до 65 тысяч цветов.
- 2-мегапиксельная камера без вспышки.
- Полифонические мелодии вызова с возможностью воспроизведения MP3.
- Масса — 150 г.

Назначение — работа в сетях GSM с поддержкой технологий EDGE и GPRS.

### Камера
Существует мнение, что в этой программно-аппаратной платформе компании HTC удалось реализовать достаточно качественную камеру по сравнению с предыдущими вариантами. Тем не менее, конкурировать с камерами других производителей, лидировавшими на рынке коммуникаторов, она не могла.

### Программное обеспечение
Устройства имели предустановленные приложения Microsoft Word, Excel, PowerPoint, Pocket Internet Explorer и Windows Media Player 10 Mobile. Некоторые операторы устанавливали также свои программы.